# OLT express
OLT Express (IATA: O2, OACI: JEA/YAP) fue una aerolínea polaca creada en el año 2011. Cesó operaciones el 30 de julio de 2012. La línea ofrecía conexiones domésticas en Polonia y vuelos chárter internacionales.
En el 2011, Yes Airways tenía licencia para operar aviones a reacción (Airbus A319, Airbus A320) y, al fusionarse con OLT Express Regional, dispuso de los aviones turbohélice (ATR 42, ATR 72) de esta última para crear OLT Express.

## Flota
La flota de OLT Express estaba compuesta por las siguientes aeronaves: